# Frassinoro
Frassinoro est une commune italienne de la province de Modène dans la région Émilie-Romagne en Italie.

## Géographie physique
Frassinoro est située dans les hautes Appennins modénois à 64 km au sud-est de Modène. La commune s'étend entre les vallées des torrents Dolo (cours d'eau qui marque la limite avec la province de Reggio Emilia) à l'ouest et Dragone à l'est.

## Monuments et lieux d'intérêt
- Abbaye de Frassinoro
- Sanctuaire de Notre-Dame des Neiges, dans le secteur de Pietravolta.
- Eglise de Sainte-Lucie Vierge et Martyre, dans le secteur de Fontanaluccia.
- Eglise de Saint-Benoît, dans le secteur de Romanoro.

## Administration
| Période                                  | Période       | Identité          | Étiquette                               | Qualité |
| ---------------------------------------- | ------------- | ----------------- | --------------------------------------- | ------- |
| 12 mai 1985                              | 5 mai 1990    | Candido Fontanini | Démocratie Chrétienne                   | Maire   |
| 6 mai 1990                               | 22 avril 1995 | Guido Barbieri    | PCI, PDS                                | Maire   |
| 23 avril 1995                            | 12 juin 1999  | Luigi Ferrari     | Centre droite                           | Maire   |
| 13 juin 1999                             | 6 juin 2009   | Elio Pierazzi     | Liste civique                           | Maire   |
| 7 juin 2009                              | 24 mai 2014   | Gianni Fontana    | Liste civique Frassinoro per tutti      | Maire   |
| 25 mai 2014                              | 26 mai 2019   | Elio Pierazzi     | Liste civique Osiamo per il bene comune | Maire   |
| 27 mai 2019                              | En cours      | Oreste Capelli    | Liste civique Guardare oltre            | Maire   |
| Les données manquantes sont à compléter. |               |                   |                                         |         |

### Hameaux
Piandelagotti, Fontanaluccia, Rovolo, Romanoro, Riccovolto, Sassatella

### Communes limitrophes
Castiglione di Garfagnana, Montefiorino, Palagano, Pievepelago, Riolunato, Toano, Villa Minozzo

## Jumelages
La ville de Frassinoro est jumelée avec La Chaise-Dieu, en Haute-Loire, depuis 2000.